# Jaume Rovira Pous
Jaume Rovira Pous (Villablino, Lleó, 3 de novembre de 1979) és un ciclista català, professional des del 2005 fins al 2015.
Del seu palmarès cal destacar la victòria a la Clàssica d'Ordizia del 2009 i un quart lloc als Campionats d'Espanya en ruta de 2008.

## Palmarès
- 2003
  - Vencedor d'una etapa de la Volta a Lleó
- 2004
  - Vencedor d'una etapa de la Volta a Palència
- 2006
  - 1r al Gran Premi de Laudio
- 2009
  - 1r a la Clàssica d'Ordizia
- 2014
  - Vencedor de 2 etapes a la Volta a l'Equador